# A Simple Plan (romance)
A Simple Plan é um romance thriller escrito por Scott Smith e publicado em 1993 pela Knopf. A obra foi descrita em uma resenha do The New York Times como uma "precisão emocional com uma trama excepcionalmente qualificada".
O livro foi adaptado cinematograficamente também por Scott Smith no filme homônimo dirigido por Sam Raimi.